# 구주령
구주령(九珠嶺) 또는 한주령은 경상북도 영양군 수비면 본신리와 울진군 온정면 외선미리의 경계에 있는 높이 약 550 m의 고개다. 국도 제88호선이 통과하며 고개 서쪽 도로는 완만한 본신계곡을 따라 올라가 경사가 완만하고(최대경사 8%) 커브가 거의 없는 반면 고개 동쪽 도로는 평지에서 능선 쪽으로 바로 올라가 최대경사가 10%에 달하고 커브가 심하다. 낙동정맥에서 분기된 금장지맥이 지난다. 

## 시설
고개 정상 부근 국도 제88호선 상에 구주령 휴게소(도로명주소: 울진군 온정면 백암온천로 67)와 비석이 있고 정상에 옥녀당 사당이 있다.

## 지질
울진군 온정면 외선미리 구주령 휴게소 일대에는 국도 제88호선 도로사면을 따라 백악기 경상 누층군 가송동층의 적색 사암층이 대규모로 드러나 있다. 이 퇴적암 지층에서는 층리면을 따라 두께 5 m의 반화강암이 암상(巖床; sill)으로 관입하고 있으며 퇴적층과 관입체는 남-북, 북동, 동-서 주향으로 발달하는 방사상의 사교 이동성 단층들에 의해 절단되는 특이한 지질구조를 보이고 있다.
구주령의 가송동층
- 국도 제88호선 도로 사면의 가송동층
북위 36° 45′ 32.9″ 동경 129° 18′ 06.3″ / 북위 36.759139°  동경 129.301750°
- 가송동층을 관입한 암맥
북위 36° 45′ 35.1″ 동경 129° 18′ 02.0″ / 북위 36.759750°  동경 129.300556°

## 전설
고개 정상 근처에는 구주령 휴게소와 구주령 비석이 있다. 또 고개 정상에는 금장산으로 연결된 등산로와 '옥녀당'이 있는데 여기에는 전설이 얽혀 있다. 옥녀당 사당 옆 안내판에 적힌 그 전설은 다음과 같다.
조선시대 인조 때 영해부사로 근무하던 황(黃)씨 성을 가진 사람에게 옥녀라는 딸이 있었다. 당시 영양은 독자적인 행정구역을 갖지 못하고 영해부에 편속되어 있었는데, 옥녀는 아버지의 명으로 영양 관아(수비)에 중요한 공문서를 전달하러 왔다가 영해로 돌아가는 길에 이 구주령에서 갑자기 병이 들어 나졸들이 급히 구급약으로 치료를 하였으나 하루만에 객사(客死)하고 말았다. 이에 주민들이 꽃다운 나이에 안타깝게 죽은 옥녀의 넋을 위로하고 공을 기리기 위해 옥녀가 죽은 이 고개에 모덤을 만들고 사당을 세웠으며, 매년 음력 정월 보름달에 동제(洞祭)를 지내왔다. 옥녀의 무덤에 벌초를 하면 득남(得男)하거나 작은 소원 하나가 이루어진다는 전설이 전해 내려와 득남을 원하는 부인들이 몰래 와서 벌초를 하였으며, 무덤이 길목에 있어 고개를 넘는 나그네와 지역 주민들의 정성스러운 관리로 묘의 보존이 잘 되었다. 옥녀 사당은 1995년 수비~온정간 도로 공사시 시멘트 건물로 이전 개축되었으나 민속자료로서의 원형복구를 염원(念願)하는 지역 주민들의 건의에 의하여 현재의 건물로 복구되었으며, 2002년 5월 옥녀 무덤에 묘비석을 세우고 주변에 조경공사를 실시하였다.

## 같이 보기
- 국도 제88호선
- 낙동정맥
- 백암산 (경북)
- 한티재
- 백암온천
- 영양군